# Oranjerei
Oranjerei (en rus: Оранжереи) és un poble de l'óblast d'Astracan, a Rússia, segons el cens del 2010 tenia 4.473 habitants.